# Nardopiscis cavini
Nardopiscis cavini è un pesce osseo estinto, appartenente ai crossognatiformi. Visse nel Cretaceo superiore (Campaniano - Maastrichtiano, circa 72 milioni di anni fa) e i suoi resti fossili sono stati ritrovati in Italia.

## Descrizione
Questo pesce era di taglia media e poteva raggiungere una lunghezza di circa 35 centimetri. Possedeva un corpo allungato vagamente simile a quello di un salmone, con una grossa testa e ampie fauci. Lo scheletro era composto da 37 vertebre. Nardopiscis si distingue da altri crossognatiformi per il mesetmoide molto stretto, la fronte scavata da sei depressioni, le mascelle corte e prive di denti, il preopercolo piccolo e largo, i rami dorsali e ventrali di uguale lunghezza, la pinna dorsale composta da 3 piccoli raggi spinosi e 14 o 15 raggi segmentati e ramificati.

## Classificazione
Nardopiscis è un rappresentante dei crossognatiformi, un gruppo di pesci teleostei tipici del Mesozoico e solitamente di abitudini predatorie. In particolare, Nardopiscis è stato ascritto ai Pachyrhizodontoidei, comprendenti forme anche di grandi dimensioni come Pachyrhizodus. Nardopiscis cavini venne descritto per la prima volta nel 2008 da Louis Taverne, sulla base di resti fossili ritrovati nella zona di Nardò in provincia di Lecce.